# デイビッド・エイカーズ
デイビッド・エイカーズ(David Akers 1974年12月9日 -)はケンタッキー州レキシントン出身の元アメリカンフットボール選手。ポジションはキッカー。左利きである。

## 経歴

### 大学時代
ルイビル大学に入学したエイカーズは、ルイビル大の最多記録となる36FG(最長51ヤード)と、歴代2位の210得点を記録した。

### プロ入り後

#### キャリア初期
1997年、アトランタ・ファルコンズにドラフト外入団した。同年カロライナ・パンサーズに移籍した。
1998年にはワシントン・レッドスキンズに移籍し、1試合に出場。1つのFGと2つのエクストラ・ポイントを決めたものの、FGを2本失敗した。
1999年シーズン途中にカットされ、ウェーバーを経てフィラデルフィア・イーグルスが獲得。イーグルスはエイカーズに経験を積ませるために、NFLヨーロッパのベルリン・サンダーにエイカーズを派遣した。

#### イーグルス

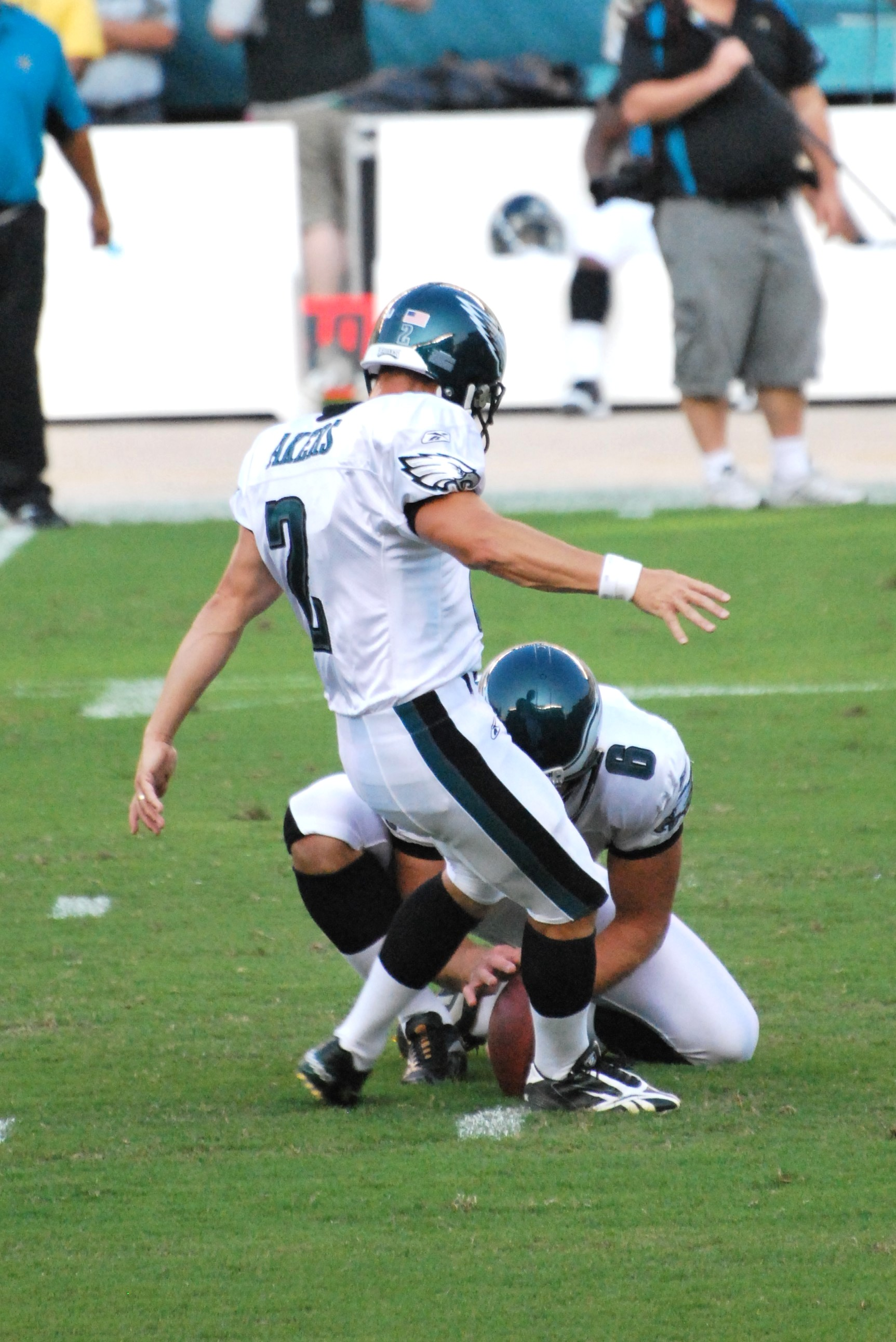
FGを試みるエイカーズ

ベルリン・サンダーで経験を積んだエイカーズは、1999年シーズンはフル出場。ベテランキッカーのノーム・ジョンソンに代わって主に40ヤード以上のFGを担当し、6回中3回成功。
2000年シーズンのエイカーズの大ブレイクは、NFLのスペシャルチームにおける最大のサプライズであった。
33回中29回のFGを成功させ、チーム記録の122得点を稼ぎ、11月には初タイトルとなる月間MVPを受賞した。
2001年は31本中26本のFGを成功させ、17連続FG成功というチーム記録を打ち立てた。この年には初めてのプロボウルに選出され、オールプロのファーストチームにも選出された。
2002年はエイカーズのキャリアハイであった。34回中30回のFGを成功させ、自らの持つチーム記録を塗り替える133得点を記録。2年連続のプロボウルに選出された。
2003年はFGの機会が29回と少なかったが、24回を成功させ、成功率は高い水準を維持した。また、9月14日には、ホームのリンカーン・フィナンシャル・フィールドで、球団史上2番目に長い57ヤードのFGを決めた。(球団最長記録は1979年にトニー・ブラウンが成功させた59ヤード)
2004年は32回中27回のFGを決め、3回目のプロボウルに選出。
2005年9月25日、オークランド・レイダース戦でのキックオフで、エイカーズは左足のハムストリングを切ってしまった。
エイカーズは一旦試合を離脱したものの、第2クォーターには足にテーピングをして試合に復帰。2つのエクストラ・ポイントを決め、さらには28ヤードの決勝FGを決めた。
FGを決めた瞬間、エイカーズは痛みのあまりその場に崩れ落ち、チームメートはエイカーズを祝福するために殺到した。
エイカーズはその後、故障のため4試合欠場し、シーズン通算で22回中16回のFG成功に終わった。
2006年、エイカーズは前年の故障から復調できず、23回中18回のFG成功に終わった。
2007年は、32回中24回FG成功とやや不調だったものの、12月16日のダラス・カウボーイズ戦で、ボビー・ウォルストンの持つ、881得点の球団記録を更新した。
2008年の11月27日のサンクスギビングゲーム、アリゾナ・カージナルス戦において、通算1000得点を達成。シーズントータルでもNFC最多の149得点を記録した。
2009年、37回中32回FGを成功させ、リーグ最多FGを記録。4回目のプロボウル選出を果たした。ポストシーズンも活躍し、プレーオフ記録となる17回連続FG成功と、歴代3位の通算28回FG成功の記録を樹立した。
2010年も11月に14回中13回のFGを成功させてスペシャルチーム部門の11月月間最優秀選手に選ばれるなど、38回中32回のFGを成功させ、5回目のプロボウルに選出。また、2000年代のNFLオールディケイドチームに選出された。

#### フォーティナイナーズ
2011年7月29日にサンフランシスコ・フォーティナイナーズと3年契約を結んだ。8月12日のニューオーリンズ・セインツとのプレシーズンゲームでは59ヤードのFGを成功させた。9月18日のダラス・カウボーイズ戦ではキャンドルスティック・パーク史上最長の55ヤードのFGを成功させた。11月13日のニューヨーク・ジャイアンツ戦では52ヤードのFGを含む4本のFGとオンサイドキックを成功させ勝利に貢献した。第10週までで50ヤード以上のFGを5回すべて成功させた。第16週のシアトル・シーホークス戦では4本のFGを決めて2005年にアリゾナ・カージナルスのニール・ラッカーズが作ったNFL記録を更新した。
2012年の第1週ではNFL最長記録に並ぶ63ヤードのフィールドゴールを成功させた。しかし、シーズンを通じてはFG成功率69%（42本中29本成功）とキャリアワーストの成績に終わった。レギュラーシーズン最終週終了後、ナイナーズはトライアウトを行い、ビリー・カンディフをロースターに加えた。

#### ライオンズ
2013年、ジェイソン・ハンソンが引退したデトロイト・ライオンズと契約を結んだ。スポーツヘルニアの手術を受けたため、レギュラーシーズン開幕週から彼に代わってサム・マーティンがキックオフを担当している。

## エピソード
- 妻と二男一女がいる。
- チャリティー活動に熱心で、2001年にはフィラデルフィアの病気の子供とその親のために基金を設立した。
- 2008年、トレーニング機器やトレーニングプランを取り扱うビーチボディー社は、自社のトレーニングプログラムを用いて、エイカーズが63ヤードのNFLFG最長記録（これまでトム・デンプシーとジェイソン・イーラムが達成。）を更新したら、エイカーズの基金に100万ドルを寄付すると発表した。